# Owlboy
Owlboy es un videojuego de plataformas desarrollado por la empresa independiente D-Pad Studio. El juego es conocido por la duración de su desarrollo, que comenzó en 2007, siendo lanzado al mercado en noviembre del 2016.

## Gameplay
El jugador controla a Otus, un búho mudo que es capaz de volar y llevar objetos o transportar personajes simultáneamente, los cuales puede utilizar para resolver puzles o atacar al enemigo. Al avanzar el juego, Otus consigue aliados que le acompañarán durante su viaje, cada uno con sus propias habilidades exclusivas.

## Sinopsis
Owlboy tiene lugar en una serie de islas flotantes localizadas en el cielo. El jugador controla a Otus, miembro de una raza híbrida mezcla de humano y búho llamada Los Búhos. Cuando el pueblo de Otus es atacado por unos piratas, este se dispone a proteger a su aldea.

## Trama
Otus es un miembro de la tribu de los Búhos mudo, inseguro, sensible y tímido que suele meter la pata en los momentos de más necesidad. Tras haber cometido muchos errores y demostrado ser incapaz en las tareas necesarias para los jóvenes de su tribu, es apartado socialmente y considerado un inútil a ojos de algunos de sus vecinos en la aldea de Vellie, exasperando a su exigente mentor, Asio, quien acosumbra a menospreciarle por su forma de ser, y es abusado por otros Búhos, como Fib y Bonacci, aprendices del maestro Strix. Un día en el que este y su mejor amigo Geddy van a buscar a un ladrón, la aldea es atacada por piratas y todos tienen que luchar para proteger la aldea. Temiendo que su objetivo sea la ciudad de Advent, Otus y Geddy son ordenados por Asio que apaguen el Templo Búho para apagar los mecanismos que han estado aislando las islas unas de otras para unir las islas y aplastar juntos a los piratas. En su camino se cruzan con un misterioso encapuchado y son asaltados por el ladrón, llamado Twig, y dos piratas, Dirk y Alphonse. Tras una breve lucha, Alphonse admite no desear seguir bajo las órdenes del jefe de los piratas, Molstrom, y se une a Otus y Geddy. En su viaje descubren que el mecanismo del templo lleva apagado desde hace siglos. Al llegar a Advent, Otus es regañado por no cumplir su petición pese a que explican que el templo ya estaba apagado y la ciudad es atacada y arrasada pese a los esfuerzos de Otus y compañía en detener el ataque saboteando el acorazado pirata.
Otus es malherido y cae inconsciente por días sólo para descubrir al despertarse de que la ciudad ha sido arrasada, con cientos de miles de muertos en el proceso. Alphonse le cuenta a Geddy y Otus sobre los orígenes de los piratas y las reliquias de los Búhos, siendo estos primeros una invención de la tribu para sus propósitos personales y que las susodichas reliquias tienen un poder sin parangón cuando están reunidas. Molstrom se rebeló contra su programa original, se convirtió en el líder de los piratas y ahora busca las reliquias para su propia gloria. Los amigos parten al Contienente Flotante con la esperanza de conseguir la tercera reliquia antes que los piratas, cruzándose en su camino nuevamente con Dirk y Twig, siendo este último abandonado a su suerte por el pirata y más tarde uniéndose a los amigos a la salida del lugar, provocando que un enfurecido Geddy abandone el grupo. Tras conocer a la familia de Twig (quien resulta ser un bicho-palo), el grupo ataca la base pirata para recuperar las reliquias, pero son asaltados por Molstrom una vez más y rescatados por Geddy, quien llega en una nave pirata a buscarles. Otus es lanzado fuera de la borda sólo para ser rescatado por Solus, un solitario Búho de Veille que se revela como el encapuchado al que conocieron en el Templo Búho y quien ha estado colaborando con los piratas para robar las reliquias.
El grupo regresa a Veille y Otus se reconcilia con Asio antes de partir con sus amigos en un cohete creado por el científico local Kernelle para llegar a las islas más allá de Mesos, descubriendo la Biblioteca Búho y pelean contra Solus para que no use las reliquias. Tras el combate, Solus revela que las reliquias no se crearon para crear destrucción, sino como métodos de contención de energía para dar poder al Anti-Hexágono, una máquina que es el verdadero motivo de que las islas estén flotando. Tras el descubrimiento de un raro fenómeno conocido como el Bucle, Solus explica que los Búhos de la antigüedad trabajaron desesperadamente para encontrar una forma de romperlo, lo cual llevó a la creación del Maleficio, el cual tenía la intención de alterar las leyes de la naturaleza para poder levantar las islas. Sin embargo, fue un fracaso catastrófico que resultó en la masa del mundo siendo dividida en dos lanzándola a los cielos. Solus buscaba las reliquias para activarlas y detener el Bucle, pero antes de que pueda activarlo Molstrom irrumpe en la biblioteca reclamando las reliquias. Otus es malherido por Molstrom tratando de proteger a Solus y este transfiere el poder de las reliquias a su cuerpo mientras Alphonse, Twig y Geddy contienen al líder pirata. Otus logra llegar al tótem del Anti-hexágono y lo activa, haciendo que la máquina mande un rayo de energía a su cuerpo, quien cae inconsciente mientras esta también destruye a Molstrom.
Otus tiene una especie de sueño donde conoce a los habitantes de Vellie, quienes le dicen cuánto lo aprecian, incluida una figura que se parece a Asio, quien le habla sobre el destino del mundo asgurándole que no es su fin con la expresión "en esta vida o en la próxima" mientras Otus cae de las islas flotantes hasta el océano junto a estas.

## Desarrollo
Owlboy tuvo su fuente de inspiración en varios elementos, la mayoría relacionados con juegos de Nintendo. La mecánica del personaje principal estuvo influenciada por el Tanooki Suit de Super Mario Bros. 3, aunque con propiedades distintas. Al escuchar rumores del lanzamiento de un nuevo juego de la saga Kid Icarus, Andersen se preguntó cómo podría plasmarse la mecánica de esos juegos en 3D, lo cual lo llevó a darse cuenta de que un diseño en 2D para ese tipo de juego sería óptimo.  Al final, la por aquel entonces incipiente salida de la consola Wii lo hizo reflexionar sobre la posibilidad de lanzar un juego al estilo old-school. 
El proyecto comenzó en el año 2007 y pasó la mayor parte de la década posterior en desarrollo. La empresa tuvo muy en cuenta las expectativas de los fans, lo cual llevó al equipo a volver a iniciar el proceso en varias ocasiones. En aquella época, además, Andersen también tuvo que lidiar con su depresión, la cual sufría desde pequeño. Owlboy fue lanzado, en un primer lugar, para PCs con el sistema operativo Microsoft Windows, pero inmediatamente se consideró su lanzamiento en consolas. La versión para Nintendo Switch salió al mercado en febrero del año 2018, mientras que el lanzamiento en PlayStation 4 y Xbox One fue pospuesto. Un gameplay del juego fue expuesto en la convención PAX de 2013. En el mismo evento pero en el año 2016, se anunció que el juego sería finalmente lanzado el 1 de noviembre de 2016.

## Recepción

### Previo a su lanzamiento
Owlboy recibió comentarios positivos por parte de publicaciones de la industria del videojuego. La revista Kotaku escribió en 2013 que "valdría la pena esperar" el resultado de tan largo período de desarrollo. Respecto al estilo artístico del videojuego, la revista lo calificó de "encantador". Dave Cook, columnista en VG247, describió el juego como una obra en 2D del género de plataformas con admirable arte píxel. Nathan Grayson de Rock, Paper, Shotgun lamentó el hecho de que, para el año 2013, el juego todavía no dispusiera de una fecha de lanzamiento. Posteriormente, el sitio web Kill Screen compararía esta tardanza con la del desarrollo del videojuego de puzles Fez, otro juego de origen indie que también sufrió un proceso creativo lento. El autor comparó ambos juegos, poniendo en común su aspecto retro y su origen en desarrolladoras independientes, así como la tardanza respecto de sus publicaciones.

### Posterior a su lanzamiento
Tras su salida al mercado, Owlboy recibió amplia crítica positiva, con puntuaciones de 88/100 en Metacritic en su análisis del 18 de enero del 2017;  o 9.3/10 por parte de Chloi Rad de IGN, que alabó su estilo metroidvania y la característica antihéroe de sus personajes principales.  El 7 de abril de 2017 el juego había alcanzado las 100.000 copias vendidas.